# Peipusmeer
Het Peipusmeer (Estisch: Peipsi järv, Russisch: Чудское озеро; Tsjoedskoje ozero) is een meer op de grens tussen Estland en Rusland. Het meet 2611 km² en is daarmee een van de grootste meren van Europa. Het meer gaat in het zuiden over in het Lämmimeer (Lämmijärv) en het Meer van Pskov, dat vrijwel geheel op Russisch grondgebied ligt. Samen met deze beide meren komt de oppervlakte op 3.555 km². Soms worden de drie meren samen wel het Peipusmeer genoemd. Het diepste punt van het Peipusmeer bevindt zich bij Mehikoorma (15,3 m), waar het Lämmimeer in het Peipusmeer uitmondt.
Het Peipusmeer wordt gevoed door een groot aantal rivieren, waarvan de Emajõgi, Estlands grootste rivier, de voornaamste is. In het noordoosten watert het meer via de rivier de Nar'va af naar de Finse Golf.
Aan het meer liggen nauwelijks grote plaatsen. Aan de Estische kant zijn Mustvee en Kallaste het belangrijkste en aan de Russische kant Gdov. Bij Kallaste heeft het meer een glintkust van rode zandsteen.
Het Peipusmeer is belangrijk voor de visserij (vooral spiering). De plaatsen aan de Estische oever worden sinds de 17e eeuw voor een groot deel bewoond door Russische oudgelovigen, die hier vanuit Novgorod naartoe zijn gevlucht. Deze plaatsen onderscheiden zich in hun bouw duidelijk van andere Estische plaatsen. De dorpen langs het meer staan tevens bekend om hun fruitteelt.
In het zuiden van het meer ligt een bewoond eilandje, Piirissaar (= grenseiland, omdat de oude grens tussen Lijfland en Rusland eroverheen liep), met een oppervlakte van 7,8 km². Sinds 1920 is het geheel Estisch. Bij dit kleine eiland vond in 1242 de beroemde Slag op het IJs plaats, waarbij Rusland onder Alexander Nevski de ridders van de Duitse Orde versloeg.